# Burg Lindau (Eichsfeld)
Die Burg Lindau ist eine abgegangene mittelalterliche Wasserburg in Lindau, einem Ortsteil der Gemeinde Katlenburg-Lindau, im Landkreis Northeim in Südniedersachsen.

## Historische Hintergründe
Wer die ursprünglichen Besitzer von Lindau waren, ist nicht genau bekannt. Im 10. bis 11. Jahrhundert hatten in der Gegend um Lindau folgende Herrschaften Besitzungen: die Herzöge von Sachsen, die Immedinger, die Grafen von Northeim und die Bischöfe von Hildesheim.
Im 13. und 14. Jahrhundert besaßen die Herren von Plesse einen Teil von Haus (Burg) und Dorf Lindau, sowie Vogtei über Bilshausen. Einen weiteren Anteil besaßen die Herzöge von Braunschweig, den sie aber 1353 wieder an die von Plesse verpfändet hatten. Albert von Rhuma besaß einen kleinen Teil von Lindau, sowie Gericht und Vogtei über Berka, den er an die Braunschweiger verkaufte.

## Die ältere Lindauer Burg

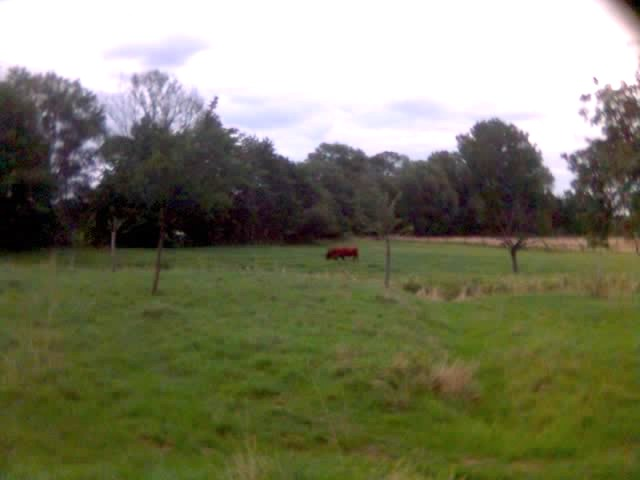
Auf diesem Feld hat sich vermutlich die alte Burg befunden

Bereits vor Errichtung der jüngeren Burg Lindau mit dem erhalten gebliebenen Mushaus existierte eine weitere Niederungsburg in der südlichen Talaue der Rhume östlich der Rhumebrücke am Ortsausgang in Richtung Gillersheim. Die Wasserburg bestand vermutlich im 12. und 13. Jahrhundert. Archäologische Funde von der Burg gibt es nicht mehr, lediglich in Luftbildaufnahmen erkennbare Bodenstrukturen und der noch heute der für das Gebiet gebräuchliche Name „Burgwall“ erinnern an den möglichen Standort.
Ob der im Jahre 1184 in einer Besitzübertragung an das Kloster Reinhausen bezeugende comes Werenherus de Lindaw mit dieser Burg in Beziehung stand, ist nicht genau bekannt.

## Die Burg Lindau

### Lage
Die jüngere Burg befand sich in der nördlichen Talaue der Rhume am südwestlichen Ortsrand von Lindau, westlich der heutigen Brückenstraße. Sie war im Norden und Süden von zwei von der Rhume abzweigenden Gräben begrenzt, was ebenfalls auf eine Wasserburg hindeutet. Heute ist noch westlich des Burggeländes ein ehemaliger Mühlgraben bekannt.

### Geschichte
Im Jahre 1322 verkauften Gottschalk und Hermann von Plesse ihren Anteil von Dorf und Burg Lindau an den Bischof Otto von Hildesheim mit allen Rechten und Zubehör. Ob es sich dabei um die ältere oder jüngere Burg (dat hus unde dat dorp to Lyndowe) gehandelt hat, ist nicht bekannt. Ein genauer Baubeginn für die jüngere Burg ist nicht bekannt, vermutlich wurde sie Anfang des 14. Jahrhunderts errichtet.
Die Besitzer bewohnten die Burg nicht selbst, sondern sie wurde an verschiedene Herren verpfändet. Zwischen 1434 und 1521 kamen Burg und Dorf schrittweise in den Besitz der Kurmainzer Erzbischöfe und gehörte somit zu den nördlichsten Erwerbungen im Eichsfeld. Bis ins 18. Jahrhundert hinein gab es Verhandlungen und Streit um Besitzansprüche zwischen den Bischöfe von Hildesheim, den Herzögen von Grubenhagen bzw. Braunschweig und den Mainzer Erzbischöfen.
Im Dreißigjährigen Krieg wurde die Burg zerstört, lediglich das massive Mushaus blieb erhalten. Durch die im Laufe der Jahrhunderte erfolgten Veränderungen und Baumaßnahmen finden sich heute kaum noch archäologische Relikte oder Hinweise auf die gesamte Burganlage. Nach einer Beschreibung des Burglehens von 1438 gehörten zur Burg noch ein Bergfried, ein langer Stall und eine Scheune in der Vorburg. 

### Das Mushaus

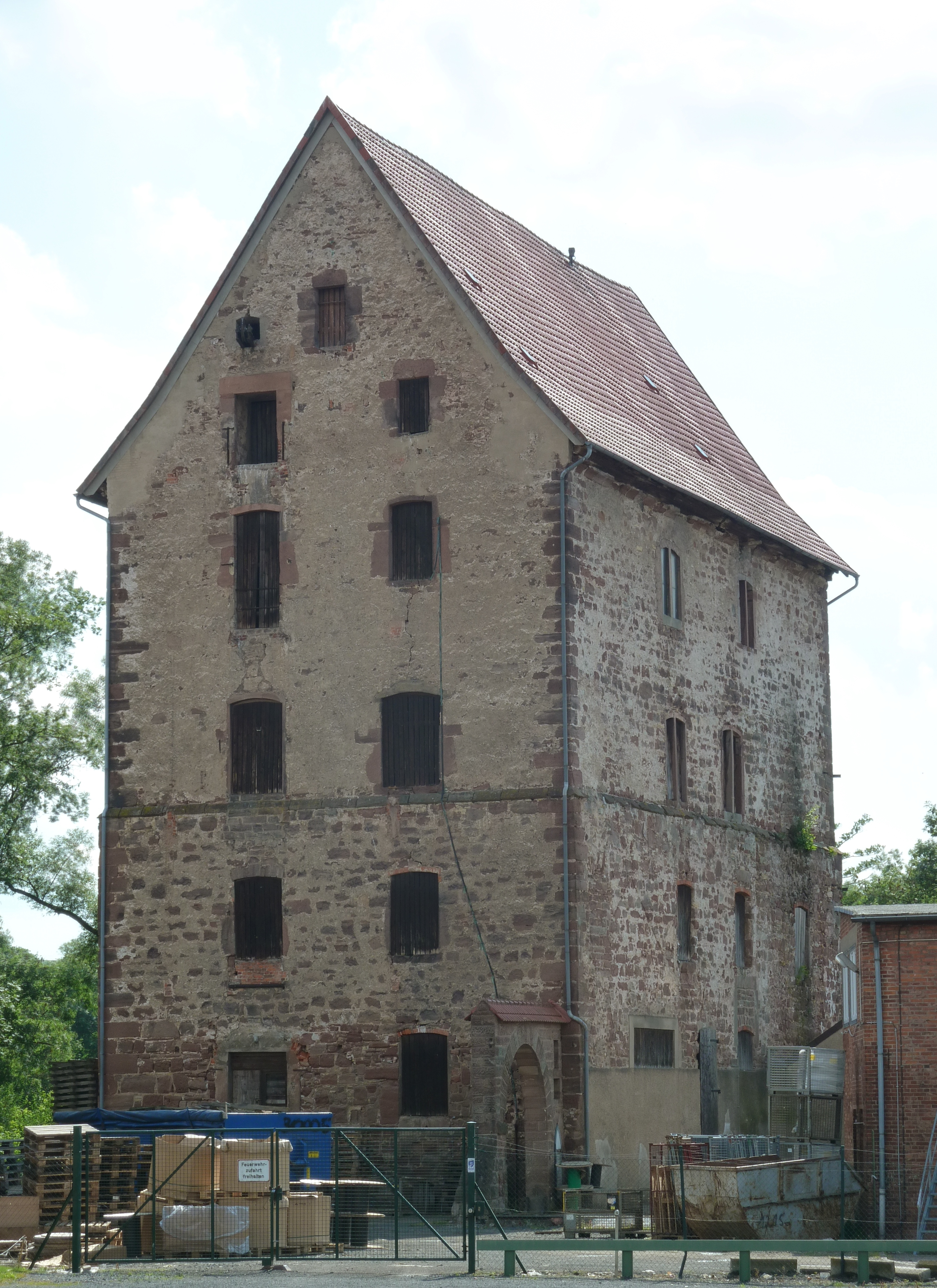
Mushaus

Heute existiert von der Burg Lindau nur noch ein einziges Gebäude, das sogenannte Mushaus. Errichtet wurde es vermutlich Anfang des 14. Jahrhunderts als Wohnturm (Palas) den Hildesheimer Bischof Otto II. Es entspricht in seiner Bauweise dem Mushaus der Burg Hardeg. Das Wort Mushaus bedeutet im Mittelhochdeutschen mute für Maut- oder Zollstelle, wo die Bauern ihre Abgaben abzuliefern hatten oder auch mous für Speise, Brei. Vermutlich diente es auch als Vorratsturm oder Zeughaus. Mit seinen bis zu 2,30 m starken Mauern und vier Geschossen war das 21 × 12 m große Gebäude etwa 30 Meter hoch. Das Gebäude besaß ursprünglich kleine Spitzbogenfenster. Nach dem Dreißigjährigen Krieg wurde das Mushaus renoviert, die in einem Fenster und im Mauerwerk eingehauenen Inschriften verweisen auf die Fertigstellung im Jahr 1664.
Bis ins 18. Jahrhundert war im Gebäude die Amtsverwaltung für das Amt Lindau untergebracht. 1741 wurde schließlich ein barockes Amtsgebäude in der Nachbarschaft errichtet und das Mushaus verlor seine ursprüngliche Bedeutung als Amtssitz.
Ab dem 19. Jahrhundert diente das Gebäude verschiedenen Zwecken, 1872 kaufte August Grewe das Gebäude und nutzte es als Arbeits- und Wohnstätte für seine Jutefabrik. Im Zweiten Weltkrieg war die Fabrik in die Kriegsproduktion eingebunden, für geheime Rüstungsprojekte gibt es aber keine eindeutigen Hinweise. Kurzfristig war hier auch ein Institut für Ionosphärenforschung, das spätere Max-Planck-Institut für Sonnensystemforschung untergebracht. Heute gibt es keine Nutzung des Gebäudes mehr, erinnert aber als eines der ältesten Denkmale in der Region an seine lange Geschichte. Das Mushaus findet sich seit 1951 auf dem Wappen der Ortschaft Lindau wieder.

### Burgherren
Folgende Burgherren und Vögte der neuen Burg sind in Lindau nachgewiesen:
- 1322 Ludolf von Wedeheim und Burkhard von Wittenstein
- 1337 Gottschalk von Plesse und Heinrich von Hardenberg (für den braunschweiger Anteil)[7]
- 1338 Conrad von Rosdorf, Jan von Hardenberg
- nachher die von Tastungen, von Bortfeld
- ein Burglehen hinterm Mußhause an die Herren von Uslar und von diesen 1453 an Heinrich von Bodenhausen
- ein Burglehen derer von Revenfloh 1383 an Albrecht von Leuthorst
- etwa 1530 Heinrich und Caspar von Hardenberg[8]
- und etwa 1577 Dietrich und Heinrich von Hardenberg